# Kràsnoie Znàmia (Saràtov)
|  | Per a altres significats, vegeu «Kràsnoie Znàmia». |

Kràsnoie Znàmia (en rus: Красное Знамя) és un poble de l'óblast de Saràtov, a Rússia, segons el cens del 2010 tenia 843 habitants. Pertany al districte municipal d'Arkadak.